# Karin von Dassel
Karin-Maria von Dassel, bürgerlich Karin Probandt-von Dassel (* 30. Januar 1928 in Koblenz; † 14. Oktober 2013 in Berlin), war eine deutsche Filmschauspielerin der 1950er Jahre und eine Juristin (Rechtsanwältin).

## Leben und Wirken
Karin von Dassel wurde nach ihrem Abitur 1951 von der DEFA entdeckt und als eine von drei Sprechern des kommunistischen Propagandafilms Gäste aus Moskau verpflichtet. Noch im selben Jahr gab sie ihren Einstand vor der Kamera. An der Seite von Martha Eggerth und Jan Kiepura konnte man sie 1952 in einer Verfilmung von Ludwig Herzers und Franz Lehárs Operette Das Land des Lächelns sehen, wo sie Kiepuras kleine Schwester verkörpert. Nach einem winzigen Auftritt in Helmut Käutners Liebesfilm aus der Zeit des Ersten Weltkriegs, Ein Mädchen aus Flandern, beendete die Koblenzerin zum Jahresende 1955 ihre alles in allem wenig Aufsehen erregende Filmkarriere.
Mit dem Ende ihrer filmischen Tätigkeit begann Karin von Dassel mit einem Jurastudium an der FU Berlin, das sie mit der Promotion abschloss. Nachdem sie 1965 ihr zweites juristisches Staatsexamen in Berlin abgelegt und geheiratet hatte, begann sie als Dr. Karin Probandt-von Dassel ihre anwaltliche Tätigkeit in ihrer eigenen, in Berlin-Wilmersdorf gelegenen, Kanzlei. Von 1975 bis 2003 war sie außerdem als Notarin tätig. Zu ihren beruflichen Schwerpunkten zählte das Immobilien- und Erbrecht, aber auch das DDR-Folgen-Recht, das Familienrecht, das Gesellschaftsrecht und das Wirtschaftsrecht.

## Filmografie
- 1951: Zugverkehr unregelmäßig
- 1952: Das Land des Lächelns
- 1953: Jacke wie Hose
- 1953: Der keusche Josef
- 1955: Der falsche Adam
- 1955: Ein Mädchen aus Flandern